# Alchemilla psilocaula
Alchemilla psilocaula es una especie de planta del género Alchemilla, perteneciente a la familia Rosaceae.

## Taxonomía
Alchemilla psilocaula fue descrita por Serguéi Yuzepchuk en 1941.

## Distribución
Se encuentra en el territorio del Cáucaso septentrional.